# Verdille
Verdille é uma comuna francesa na região administrativa da Nova Aquitânia, no departamento de Charente. Estende-se por uma área de 14,48 km². Em 2010 a comuna tinha 372 habitantes (densidade: 25,7 hab./km²).